# Рейтлингер, Эдмунд Рудольфович
Эдмунд Рудольфович фон Рейтлингер (1830—1903) — российский педагог, действительный статский советник.

## Биография
Родился в Ревеле 13 октября 1830 года в семье лютеранского пастора.
В 1853 году окончил Санкт-Петербургский главный педагогический институт и был направлен в Гродненскую гимназию, старшим учителем географии.
В Таганрогскую гимназию Рейтлингер был направлен из маленького уездного города Мозырь Минской губернии, где с 1872 года он занимал должность директора гимназии; 21 июля 1873 года распоряжением по Министерству народного просвещения статского советника Рейтлингера утвердили директором мужской гимназии в Таганроге. Одновременно он преподавал историю и латинский язык.
В чине действительного статского советника — с 26 декабря 1877 года. Награждён орденами Св. Владимира 3-й ст. (1874), Св. Анны 2-й ст. (1871), Св. Станислава 2-й ст. (1868).
При Рейтлингере на службу в гимназию было привлечено немало одарённых преподавателей; была устроена гимназическая церковь, старостой которой некоторое время был брат композитора И. И. Чайковский. В 1878 году на свободном участке рядом с гимназией в Кампенгаузенском переулке заложили Гимназический бульвар.
В 1884—1889 годах Рейтлингер был инспектором студентов Киевского университета Святого Владимира. В 1889 году по болезни вышел в отставку.
Умер Э. Р. Рейтлингер 11 ноября 1903 года в Киеве; похоронен на Лукьяновском кладбище.